# Lomfjorden
Lomfjorden is een fjord van het eiland Spitsbergen, dat deel uitmaakt van de Noorse eilandengroep Spitsbergen.

## Geografie
Het fjord is zuidwest-noordoost georiënteerd met een lengte van ongeveer 35 kilometer en een breedte van drie tot zeven kilometer. Ze mondt in het noordoosten uit in de Straat Hinlopen. Het fjord ligt in het noordoosten van het eiland Spitsbergen in Nieuw-Friesland.
Op ongeveer 40 kilometer naar het zuidoosten ligt de baai Vaigattbogen en ongeveer 40 kilometer naar het noordwesten ligt het fjord Sorgfjorden.